# FC New York
FC New York is een Amerikaanse voetbalclub uit Hempstead, New York. De club werd in 2009 opgericht en nam in 2011 deel aan de USL Pro. De club speelde in het het stadion van de Hofstra University. In januari 2012, voor aanvang van het nieuwe seizoen, werd aangekondigd dat de club opgeheven zou worden. Een maand later sloot FC New York zich echter aan bij de National Premier Soccer League (NPSL).

## Resultaten
| Seizoen | Divisie | Competitie | Regulier seizoen | Play-offs           | US Open Cup         |
| ------- | ------- | ---------- | ---------------- | ------------------- | ------------------- |
| 2011    | 3       | USL Pro    | 11de             | niet gekwalificeerd | 3e ronde            |
| 2012    | 4       | NPSL       |                  |                     | niet gekwalificeerd |